# Eupithecia thuringiata
Eupithecia thuringiata là một loài bướm đêm trong họ Geometridae.